# Катастрофа DC-10 в Су-Сити
Катастрофа DC-10 в Су-Сити — крупная авиационная катастрофа, произошедшая в среду 19 июля 1989 года. Авиалайнер McDonnell Douglas DC-10-10 авиакомпании United Airlines выполнял плановый внутренний рейс UA232 по маршруту Денвер—Чикаго—Филадельфия, но через 1 час и 7 минут после взлёта у него разрушился двигатель №2 (хвостовой), разлетевшиеся обломки которого вывели из строя практически все системы управления. Экипаж смог посадить неуправляемый самолёт в аэропорту Су-Сити, но в момент посадки лайнер правым крылом врезался во взлётную полосу и разрушился. Из находившихся на его борту 296 человек (285 пассажиров и 11 членов экипажа) погибли 111.

## Сведения о рейсе 232

### Самолёт
McDonnell Douglas DC-10-10 (регистрационный номер N1819U, заводской 44618, серийный 118) был выпущен фирмой «McDonnell Douglas» в 1973 году (первый полёт совершил 27 апреля). 12 июля того же года был передан авиакомпании United Airlines. Оснащён тремя двухконтурными турбовентиляторными двигателями General Electric CF6-6D. На день катастрофы 15-летний авиалайнер совершил 16 997 циклов «взлёт-посадка» и налетал 43 401 час.

### Экипаж
Самолётом управлял очень опытный экипаж, состав которого был таким:
- Командир воздушного судна (КВС) — 57-летний Альфред К. Хайнес (англ. Alfred C. Haynes). Пилот-ветеран, проработал в авиакомпании United Airlines 33 года и 4 месяца (с 23 февраля 1956 года). Управлял самолётом Boeing 727. В должности командира McDonnell Douglas DC-10 — с 6 апреля 1987 года (до этого управлял им в качестве второго пилота). Налетал 29 967 часов, свыше 7190 из них на DC-10.
- Второй пилот — 48-летний Уильям Р. Рекордс (англ. William R. Records). Очень опытный пилот, проработал в авиакомпании United Airlines 19 лет и 10 месяцев (с 25 августа 1969 года). Управлял самолётом Lockheed L-1011 TriStar. В должности второго пилота McDonnell Douglas DC-10 — с 8 августа 1988 года. Налетал свыше 20 000 часов, 665 из них на DC-10.
- Бортинженер — 51-летний Дадли Дж. Дворак (англ. Dudley J. Dvorak). Проработал в авиакомпании United Airlines 3 года и 2 месяца (с 19 мая 1986 года). Управлял самолётом Boeing 727. В должности бортинженера McDonnell Douglas DC-10 — с 8 июня 1989 года. Налетал свыше 15 000 часов, 33 из них на DC-10.

В салоне самолёта работали 8 бортпроводников:
- Джэнис Т. Браун (англ. Janice T. Brown), 47 лет — старшая стюардесса. В United Airlines с апреля 1977 года.
- Барбара А. Гиллеспи (англ. Barbara A. Gillespie). В United Airlines с февраля 1988 года.
- Тимоти Б. Оуэнс (англ. Timothy B. Owens), 27 лет. В United Airlines с июня 1989 года.
- Джорджэнн Дель Кастильо (англ. Georgeann Del Castillo). В United Airlines с октября 1987 года.
- Сьюзан Уайт (англ. Susan White), 25 лет. В United Airlines с мая 1986 года.
- Донна С. Макгрейди (англ. Donna S. McGrady). В United Airlines с сентября 1979 года.
- Вирджиния Дж. Мюррей (англ. Virginia J. Murray), 35 лет. В United Airlines с мая 1978 года.
- Рене Л. Лебо (англ. Rene L. Lebeau), 23 года. В United Airlines с ноября 1988 года.

## Хронология событий

### Взлёт, потеря двигателя

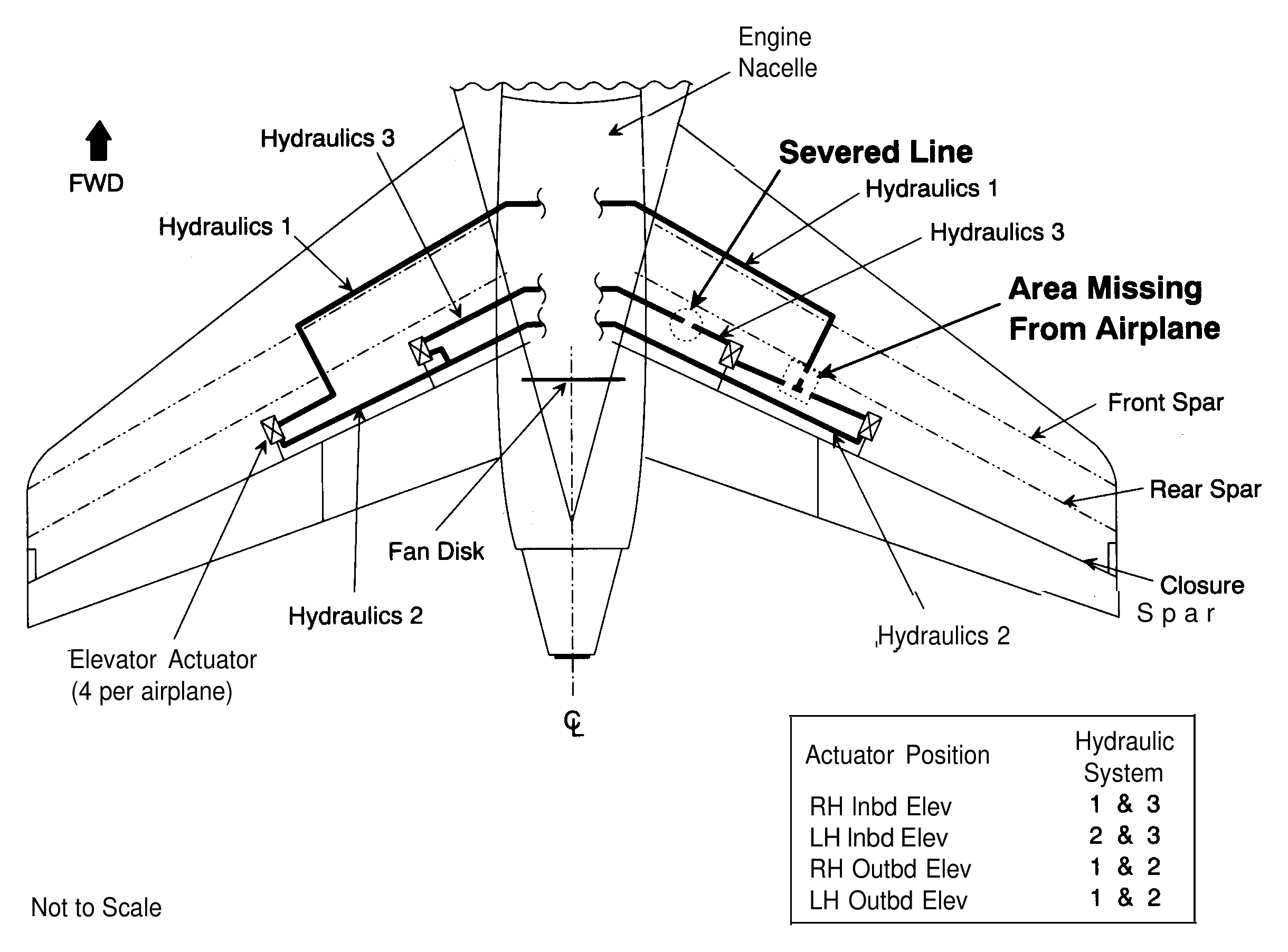
Повреждения хвостовой части рейса 232 (NTSB)

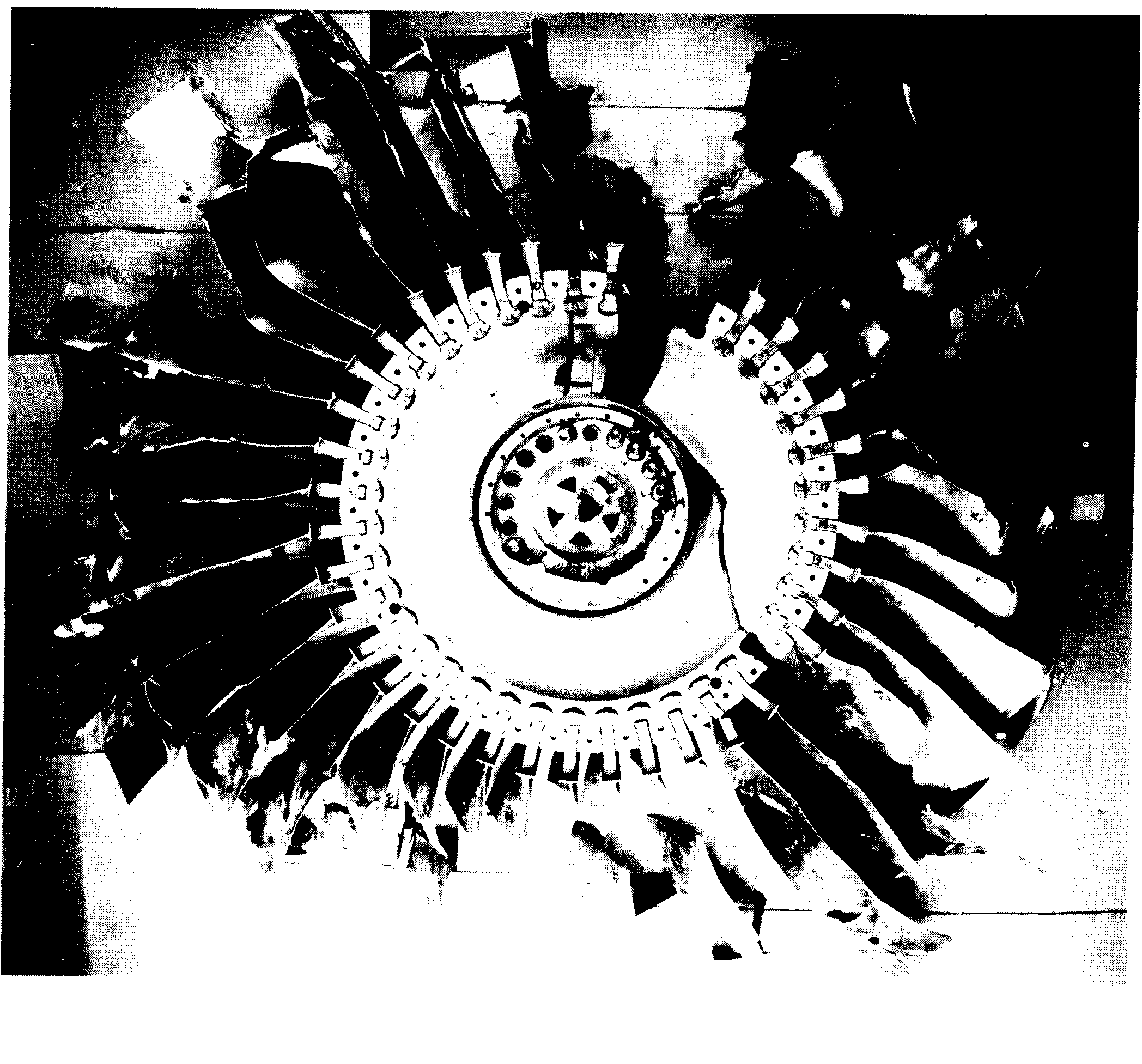
Разрушенный ротор двигателя № 2, ставший причиной катастрофы

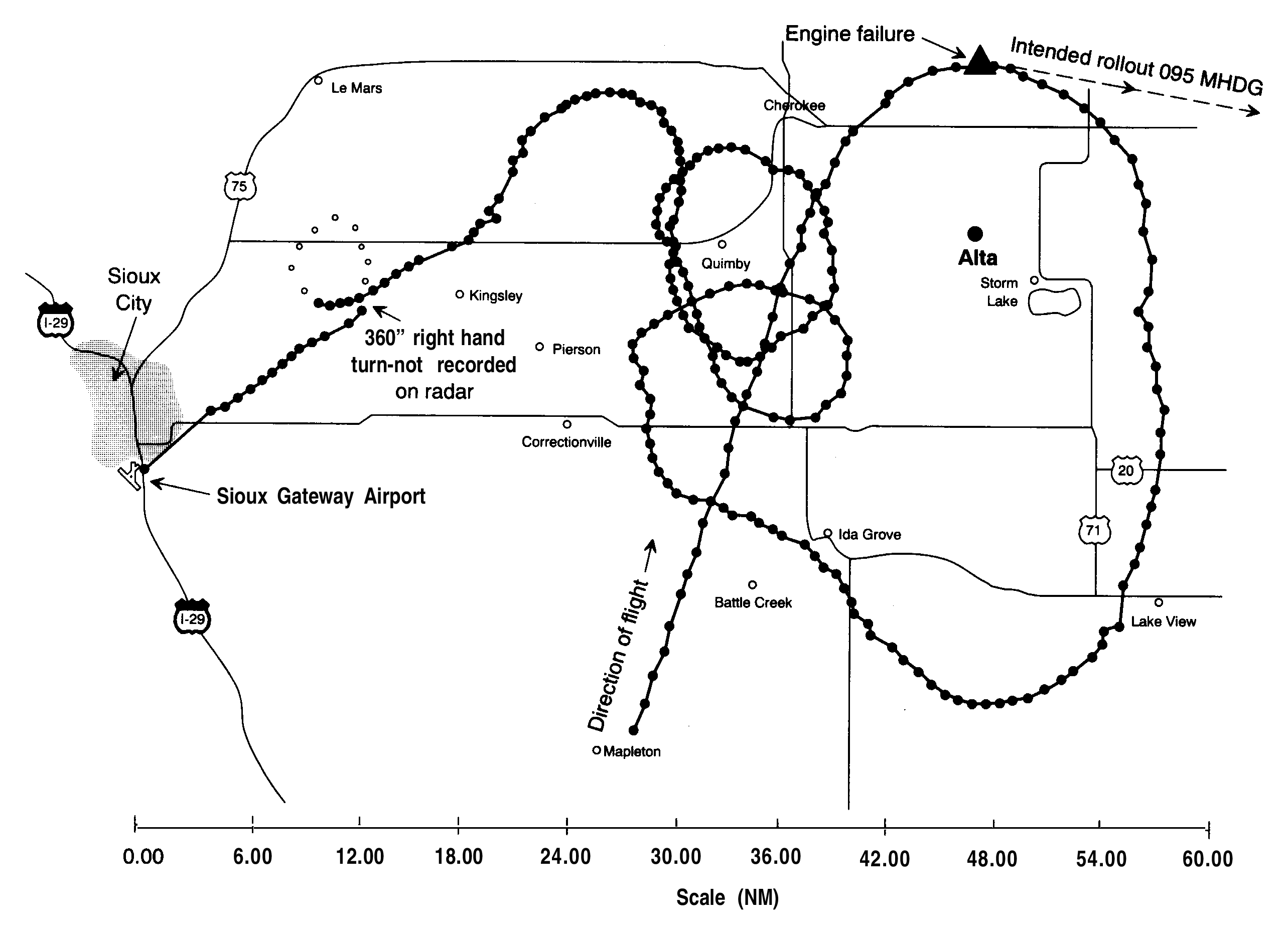
Схема полёта рейса 232 по данным, зарегистрированным радарами (NTSB)

Фотография рейса 232 незадолго до приземления. Красным выделены места повреждения хвостовой части

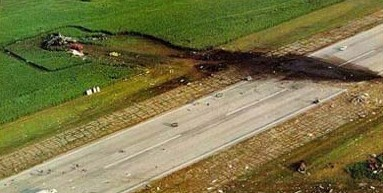
Обломки рейса 232

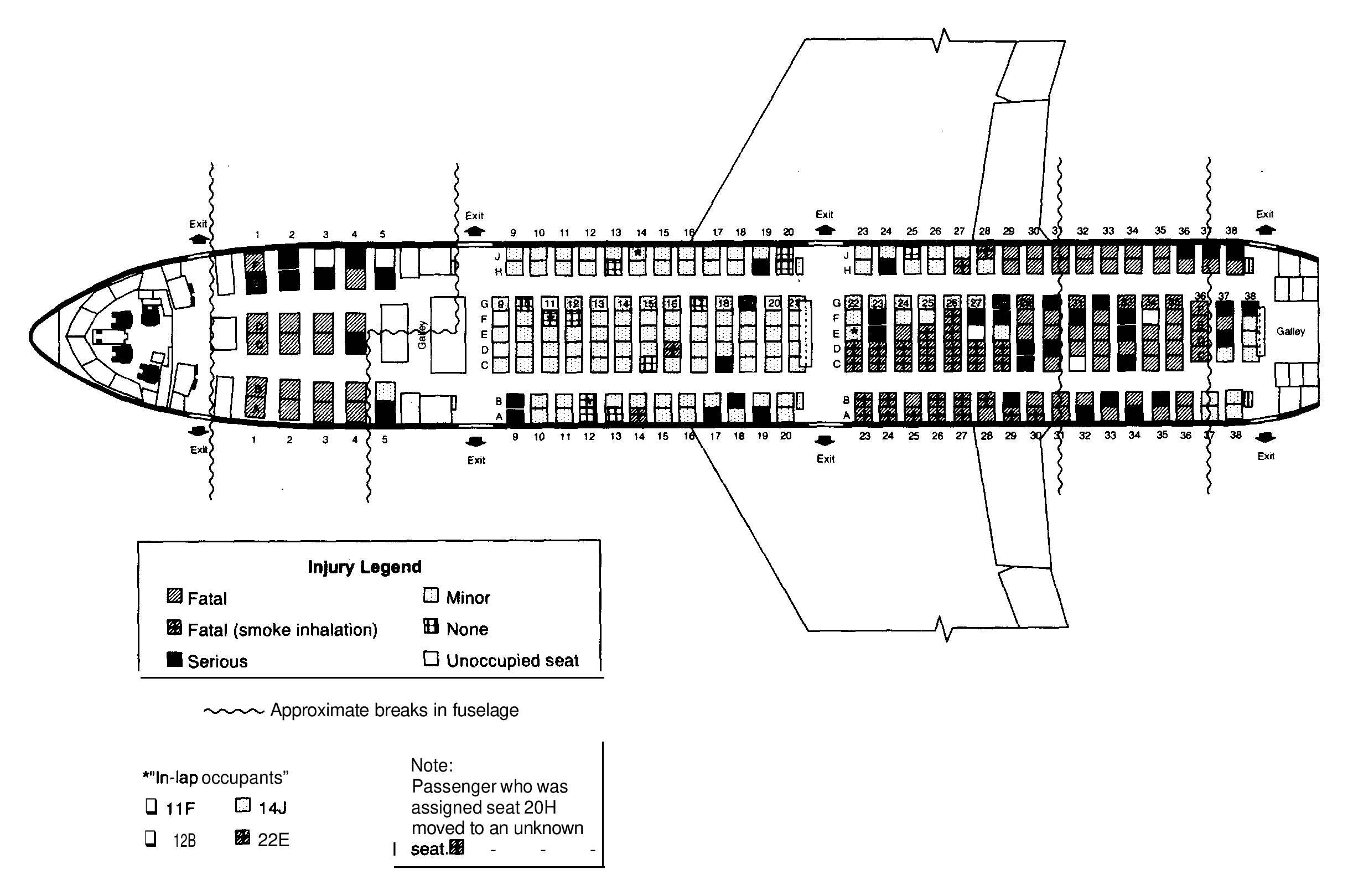
Диаграмма травм пассажиров рейса 232 (NTSB) в зависимости от их местонахождения

Рейс UA232 вылетел из Денвера в 14:09 CDT, на его борту находились 11 членов экипажа и 285 пассажиров (в том числе 52 ребёнка). В 15:16 на эшелоне FL370 (11 300 метров) внезапно произошла поломка двигателя №2 (в хвостовой части самолёта) — ротор двигателя разрушился и его осколки (суммарной массой около 160 килограммов) разлетелись на большой скорости, при этом пробив плоскости обоих горизонтальных стабилизаторов и повредив трубки высокого давления всех трёх гидравлических систем. В результате была полностью потеряна гидравлическая жидкость и экипаж потерял возможность управлять всеми рулевыми поверхностями самолёта. В момент начала аварии рейс 232 находился в правом крене, который после потери управления стал увеличиваться. КВС, уменьшив тягу двигателя №1 (левого) и увеличив тягу двигателя №3 (правого), сумел стабилизировать самолёт и вывести его из крена. В тот момент двигатели, расположенные на крыльях, были единственными управляемыми элементами самолёта.
В 15:20 экипаж связался со службой УВД, сообщил об аварийной ситуации и запросил заход в ближайший аэропорт. Служба УВД дала указания садиться в аэропорту Гейтвей в Су-Сити (Айова).

### Борьба за управление
Среди пассажиров рейса 232 находился 46-летний Деннис Э. Фитч (англ. Dennis E. Fitch) — очень опытный пилот, работавший в авиакомпании United Airlines 21 год и 6 месяцев (со 2 января 1968 года), а в 1989 году работал в ней инструктором и проверяющим; на McDonnell Douglas DC-10 налетал 2987 часов (1943 в качестве бортинженера, 965 в качестве второго пилота и 79 в качестве КВС). Он был не при исполнении обязанностей и занимал пассажирское место в салоне бизнес-класса. Через старшую стюардессу (они некоторое время до этого работали вместе в учебном центре и были знакомы) он предложил экипажу свою помощь.
В 15:29 командир пригласил Фитча в кабину экипажа. По просьбе командира он (через иллюминаторы салона) осмотрел элероны и интерцепторы на крыльях самолёта и сообщил ему, что они не повреждены, но отклонены вверх и не двигаются. Несмотря на то, что КВС не был лично знаком с Фитчем, он доверил ему управление двигателями — единственными управляемыми частями самолёта.
Приняв управление двигателями, Фитч обнаружил, что они работают несогласованно (максимальная тяга у двигателя №1 была больше, чем у двигателя №3). Ситуация осложнялась тем, что повреждённое хвостовое оперение постоянно стремилось развернуть самолёт вправо и у экипажа не было возможности совершать прямолинейный полёт и повороты влево. Единственным возможным способом для направления самолёта в аэропорт для вынужденной посадки было выполнение серии правых разворотов.
В 15:42 бортинженер вышел в пассажирский салон и осмотрел через иллюминаторы горизонтальное оперение. По возвращении в кабину пилотов он доложил, что на левой и правой плоскостях стабилизаторов видны значительные повреждения.

### Заход на посадку, катастрофа
Совершив несколько правых виражей, экипаж сумел направить лайнер в направлении аэропорта Су-Сити. После сброса авиатоплива (и, соответственно, уменьшения массы самолёта) экипаж полностью убавил тягу двигателя №1 и дал взлётный режим двигателю №3. Это позволило совершить необходимый левый поворот, который выводил самолёт на глиссаду взлётной полосы №22. Изначально планировалось направить самолёт на ВПП №31 (она была длиннее ВПП №22), но у пилотов уже не было возможности совершить такой манёвр.
За 11 минут до приземления (в 15:49) были выпущены шасси. Экипаж заметил взлётную полосу за 14 километров.
Когда самолёт находился на глиссаде, КВС заметил, что горизонтальная и вертикальная скорости слишком велики, но возможности их уменьшить не было (интерцепторы и закрылки не работали). Он принял решение уменьшить тягу двигателей, но самолёт опасно опустил нос. Тогда Фитч, основываясь на собственном опыте, сказал, что перед самой посадкой нужно наоборот дать двигателям максимальную тягу, чтобы поднять нос и выровнять самолёт.
Фитч продолжал управлять работой двигателей, контролируя параметры полёта по приборам второго пилота. Но перед самой посадкой он заметил, что самолёт начал уклоняться вправо, а его правое крыло резко опустилось (что позже было объяснено действием порыва ветра).
| 15:59:58 | 2П   | Закрой их. (англ. Close 'em off.) |
| 16:00:00 | 2КВС | Поворачивай налево. (англ. Left turn.) |
|          | 2П   | Снять их. (англ. Pull 'em off.) |
| 16:00:01 | 2КВС | Нет, я не могу их вытащить, иначе потеряем все, вот что тебя беспокоит. (англ. Nah, I can't pull 'em off or we'll lose it, that's what's turning ya.)                                              |
| 16:00:03 | Э    | Хорошо. (англ. Okay.) |
| 16:00:05 | 2КВС | Влево, Эл! (англ. Left Al!) |
| 16:00:06 | КВС  | Влево, влево дроссель, влево, влево, влево, влево, влево, влево, влево, влево, влево, влево, влево! (англ. Left, left throttle, left, left, left, left, left, left, left, left, left, left, left!) |
| 16:00:09 | GPWS | WHOOP! WHOOP! PULL UP! WHOOP! WHOOP! PULL UP! WHOOP! WHOOP! PULL UP! |
| 16:00:10 | 2П   | Мы поворачиваем. (англ. We're turning.) |
| 16:00:11 | КВС  | Всем оставаться на местах! (англ. Everybody stay in brace!) |
| 16:00:13 | GPWS | WHOOP! WHOOP! PULL UP! |
| 16:00:15 | КВС  | Господи! (англ. God!) |
| 16:00:16 |      | Звук удара, конец записи. |

В 16:00:16 CDT самолет коснулся взлётной полосы №22 колёсами правой стойки шасси и заскользил по ВПП, при этом правая плоскость крыла зацепила землю. Двигатель №3 загорелся, правая плоскость крыла оторвалась полностью, а примерно через 1 секунду полностью оторвалась хвостовая часть. После этого лайнер отбросило вправо, он сошёл с ВПП, перевернулся (при этом оторвалась носовая часть (кабина пилотов и салон бизнес-класса)) и загорелся. Подоспевшие пожарные и спасатели сбили пламя и незамедлительно приступили к эвакуации пассажиров. Несмотря на то, что наиболее сильное пламя в районе топливных баков было сбито, внутри обломков фюзеляжа продолжались локальные пожары, в дыму от которых задохнулись многие раненые и заблокированные обломками пассажиры. Ликвидация пожаров продолжалась 2 часа.
В результате полученных при ударе травм и пожара погибли 111 человек — 1 член экипажа (стюардесса Рене Лебо) и 110 пассажиров; остальные 185 человек (10 членов экипажа (включая всех 3 пилотов и Денниса Фитча) и 175 пассажиров) выжили, 13 из них совсем не получили ранений.

## Расследование
Расследование причин катастрофы рейса UA232 проводил Национальный совет по безопасности на транспорте (NTSB).
Окончательный отчёт расследования был опубликован 1 ноября 1990 года.
Согласно отчёту, причиной разрушения двигателя №2 стала усталостная трещина в роторе, которая не была замечена в ходе технических осмотров самолёта.
Причиной полного отказа гидравлической системы стали:
- неудачное расположение трубок гидравлической системы в хвостовой части самолёта;
- отсутствие в конструкции самолёта самозапирающихся клапанов, предотвращающих утечку гидравлической жидкости при разрушении трубопровода.

## Последствия катастрофы
После катастрофы стали обязательными гидрозамки в гидравлической системе, исключающие её полный отказ. Была изменена процедура освидетельствования двигателей самолётов. Были внесены изменения в программу обучения пилотов.
По сравнению с другими случаями отказа гидравлики в самолётах, которые заканчивались гибелью всех или большей части пассажиров, случай с рейсом 232 уникален большим количеством выживших. По словам командира рейса 232, тому был ряд причин:
- Катастрофа произошла в светлое время суток.
- В момент катастрофы в травматологическом и ожоговом центрах в Су-Сити была пересменка, поэтому медперсонала было вдвое больше обычного.
- В момент катастрофы в аэропорту Су-Сити дежурило авиационное подразделение Национальной гвардии США, бойцы которой быстро организовали эвакуацию раненых.

Тот факт, что экипаж выжил в катастрофе, позволил на основании информации, изложенной пилотами, существенно обогатить научные знания об особенностях управления самолётами с недействующими рулями направления.
Все члены экипажа впоследствии были отмечены наградами.

## Культурные аспекты
Катастрофа нашла большое отражение в массовой культуре:
- Деннис Фитч подробно рассказал о своём опыте аварийной посадки в телешоу Эррола Морриса «От первого лица[англ.]».
- Катастрофа рейса 232 показана в двух документальных сериалах телеканала «National Geographic Channel» — Секунды до катастрофы (серия Аварийная посадка в Сиу-Сити) и Расследования авиакатастроф (серия Взрыв над Су-Сити).
- Также эта катастрофа показана в американском документальном телесериале от «MSNBC» Почему разбиваются самолёты[англ.] (англ. Why Planes Crash) в серии Кризис в небе (англ. Crisis In The Sky).
- Запись переговоров экипажа стала основой части сценария пьесы «Charlie Victor Romeo».
- В США снят художественный фильм «Тысяча героев».
- Песня «Crash Flight 232 92» датской EBM-группы «Leaether Strip» посвящена авиакатастрофе.
- В повести Василия Ершова «Страх полёта» сценарий катастрофы на борту авиалайнера Ту-154 во многом позаимствован из описания рейса 232.

## Люди, получившие известность в результате катастрофы
- Спенсер Бейли (англ. Spencer Bailey) — пассажир рейса 232, американский писатель.
- Джерри Шеммел (англ. Jerry Schemmel) — пассажир рейса 232. Комментатор и один из менеджеров NBA. После катастрофы спас ребёнка из горящих обломков самолёта. Впоследствии написал книгу «Chosen To Live» о пережитом на рейсе 232.
- Джэнис Т. Браун (англ. Janice T. Brown) — старшая стюардесса рейса 232. Организовала общественное движение за повышение безопасности воздушной перевозки детей (по причине отсутствия в самолёте детских удерживающих устройств на рейсе 232 погибли маленькие дети).
- Альфред К. Хайнес (англ. Alfred C. Haynes) — командир экипажа рейса 232. После катастрофы продолжил работу пилотом в United Airlines. Ушёл с лётной работы в 1991 году, впоследствии работал инструктором по послестрессовой реабилитации в чрезвычайных ситуациях. Был частым гостем на различных приёмах, презентациях и встречах, где рассказывал о катастрофе. В 1996 году умер его сын, а в 1999 году — жена. В 2001 году его дочери потребовалась дорогостоящая операция, деньги на которую помогли собрать все пассажиры рейса 232. Умер 26 августа 2019 года в возрасте 87 лет.
- Деннис Э. Фитч (англ. Dennis E. Fitch) — пассажир и «четвёртый пилот» рейса 232. Он также продолжил работу в авиакомпании United Airlines в должности линейного пилота-инструктора. Кроме того, он стал консультантом NASA по вопросам эффективного управления ресурсами экипажа в чрезвычайных ситуациях. Он также основал собственную консалтинговую фирму, оказывающую услуги в области управления ресурсами экипажа и человеческим факторам. Свой опыт аварийной посадки рейса 232 он изложил в монографии и нескольких интервью. Стал одним из инициаторов разработки системы автоматического аварийного управления самолётом с помощью тяги двигателей (PCA). Его работа на рейсе 232 была отмечена президентом США Джорджем Бушем-старшим и Конгрессом США как подвиг. Умер 7 мая 2012 года от рака мозга в возрасте 69 лет[4].

## Аналогичные авиакатастрофы
- 3 января 1994 года произошла катастрофа практически по аналогичному сценарию. Из-за пожара двигателя № 2 на самолёте Ту-154 авиакомпании «Байкал» (рейс BKL130) произошёл отказ всех трёх гидросистем. Неуправляемый самолёт врезался в молочную ферму на окраине Иркутска. Погибли все пассажиры и члены экипажа, а также 1 человек на земле.
- Также по причине отказа всех гидравлических систем произошли катастрофы Boeing 747 Japan Airlines (рейс JAL 123) и DC-10 Turkish Airlines (рейс TK 981). Обе катастрофы закончились неуправляемым падением самолётов. В первой катастрофе выжили только 4 человека, во второй погибли все.
- 22 ноября 2003 года сразу после вылета из Багдадского аэропорта грузовой самолёт Airbus A300 авиакомпании DHL был поражён ракетой, выпущенной из ПЗРК. Взрыв боевой части ракеты вызвал частичное разрушение левого крыла и отказ всех гидросистем. Экипажу удалось совершить аварийную посадку в аэропорту. Никто не пострадал.
- По причине разрушения ротора двигателя, приведшего к потере управления, в 1980 и 1987 годах произошли катастрофы двух авиалайнеров Ил-62 авиакомпании LOT (рейсы LO007 и LO5055). В первой катастрофе погибли 87 человек, во второй 183.